# Jean-Baptiste Boisduval
Jean-Baptiste Alphonse Dechauffour de Boisduval, född den 14 juni 1799 i Ticheville (Orne), död där den 30 december 1879, var en fransk lepidopterist, botaniker och läkare. 
Boisduval är mest känd som entomolog men han var först botaniker och samlade ihop många olika växter. Han skrev mycket inom ämnet, bland annat boken Flores française 1828.
Han upptäckte många nya fjärilsarter och är en av de mest hyllade lepidopteristerna i Frankrike. Han var med och grundade det franska insektssällskapet Société entomologique de France. I början av sin karriär intresserade han sig för skalbaggar och samarbetade med bland andra Jean Théodore Lacordaire och Pierre André Latreille.